# Manettia angamarcensis
Manettia angamarcensis är en måreväxtart som beskrevs av Raymond Benoist. Manettia angamarcensis ingår i släktet Manettia och familjen måreväxter. IUCN kategoriserar arten globalt som starkt hotad.
Artens utbredningsområde är Ecuador. Inga underarter finns listade i Catalogue of Life.